# Hoyte van Hoytema
Hoyte van Hoytema (Horgen, 4 de outubro de 1971) é um diretor de fotografia holandês. Premiado com o Oscar e o ASC Awards em 2024.
van Hoytema nasceu em Horgen, Suíça, filho de um pai arquiteto. Aos dezessete anos de idade ele tentou entrar na escola NFTA de Amesterdão, porém não foi aceito. Ele então foi para a Polônia e entrou na Escola Nacional de Cinema de Łódź, onde estudou entre 1993 e 1997. Ele trabalhou em pequenas obras na Polônia, nos Países Baixos e na Noruega, onde acabou conhecendo o produtor Malte Forssell que o levou para a Suécia para a produção de Danslärarens Återkomst.
Desde então ele trabalhou em séries de televisão e filmes tanto na Europa quanto nos Estados Unidos, como Låt den Rätte Komma In, The Fighter, Tinker Tailor Soldier Spy, Her, Interstellar, Spectre e Oppenheimer.
No dia 3 de março de 2024, Hoytema venceu a categoria Melhor Fotografia em Filme para o Cinema na 38ª edição do ASC Awards, prêmio concedido pela American Society of Cinematographers, por seu trabalho em “Oppenheimer”, filme dirigido por Christopher Nolan.
No dia 10 de março de 2024, Hoytema ganhou o Oscar de melhor fotografia por seu trabalho em “Oppenheimer”.